# Indicador clave de rendimiento

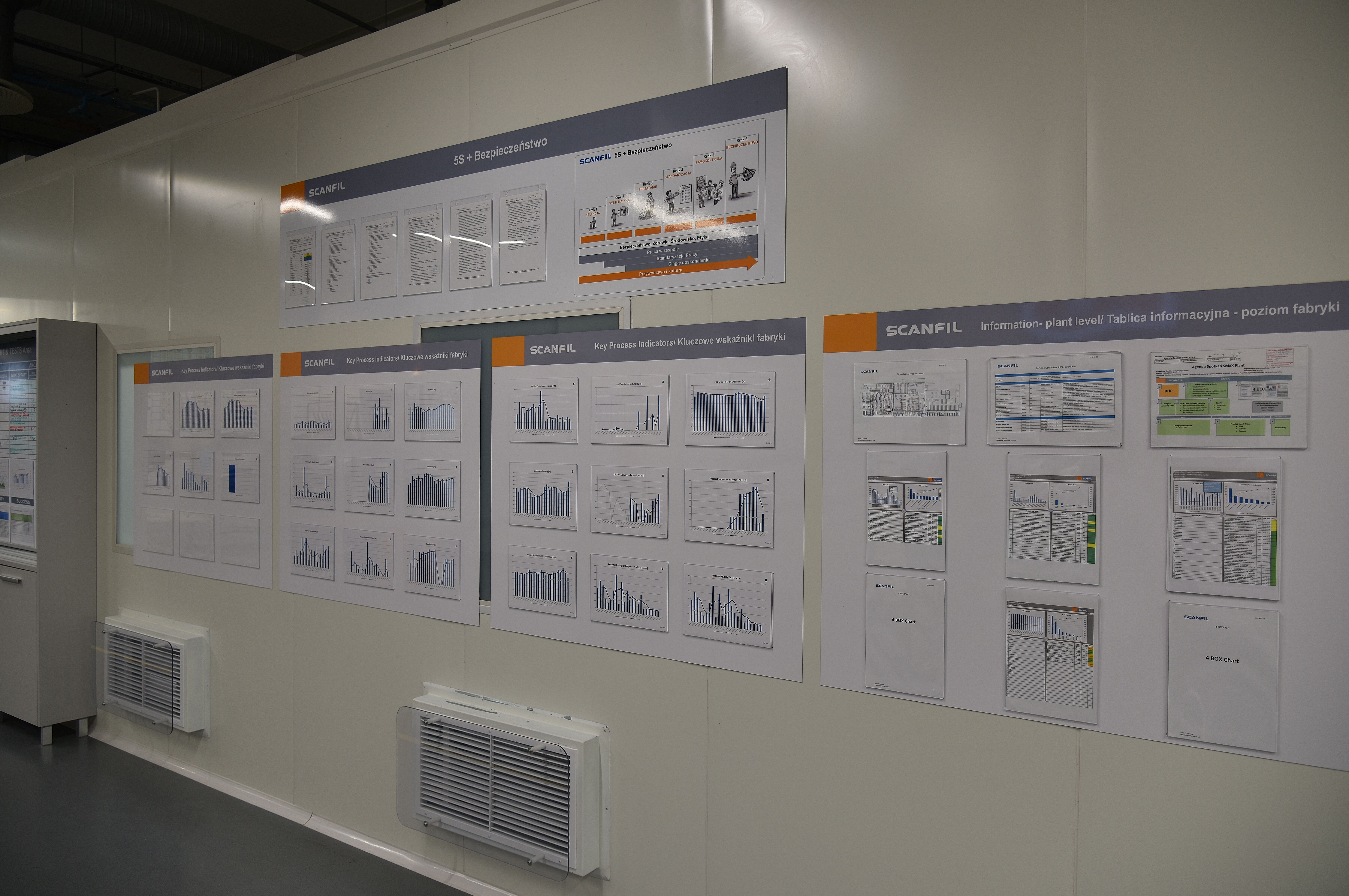
Paneles de información sobre los indicadores clave de rendimiento en la fábrica de Scanfil Polonia en Sieradz

Un KPI (key performance indicator), conocido también como indicador clave o medidor de desempeño o indicador clave de rendimiento, es una medida del nivel del rendimiento de un proceso. El valor del indicador está directamente relacionado con un objetivo fijado para la toma de decisiones previamente y normalmente se expresa en valores porcentuales.
Un KPI se diseña para mostrar cómo es el progreso en un proceso o producto en concreto, por lo que es un indicador de rendimiento. Existen KPI para diversas áreas de una empresa: compras, logística, ventas, servicio al cliente, etc. Las grandes compañías disponen de KPI que muestran si las acciones desarrolladas están dando sus frutos o si, por el contrario, no se progresa como se esperaba.
Los indicadores clave de desempeño son mediciones financieras o no financieras utilizadas para cuantificar el grado de cumplimiento de los objetivos; reflejan el rendimiento de una organización y generalmente se recogen en su plan estratégico. Estos KPI se utilizan en inteligencia empresarial para reflejar el estado actual de un negocio y definir una línea de acción futura.
El acto de monitorear los indicadores clave de desempeño en tiempo real se conoce como «monitorización de actividad de negocio». Los indicadores de rendimiento son frecuentemente utilizados para "valorar" actividades complicadas de medir, como los beneficios de desarrollos líderes, el compromiso de los empleados, el servicio o la satisfacción.

## Objetivos
Los KPI tienen como objetivos principales medir el nivel de servicio, realizar un diagnóstico de la situación, comunicar e informar sobre la situación y los objetivos, motivar a los equipos responsables del cumplimiento de los objetivos reflejados en el KPI y, en general, evaluar cualquier progreso de manera constante.

## Usos frecuentes
Usado para calcular, entre otros:
- Usado como herramienta.
- Nivel de la satisfacción del cliente.
- Tiempo de mejoras de asuntos relacionados con los niveles de servicio.
- Impacto de la calidad de los recursos financieros adicionales necesarios para realizar el nivel de servicio definido.
- Rentabilidad de un proyecto (Retorno de la Inversión ROI)
- Calidad de la gestión de la empresa (rotación del inventario, días de cuentas por cobrar [DCC], y por pagar [DCP]...)
- Monitorear el rendimiento de los equipos de trabajo en Campo, por ejemplo en el sector de las telecomunicaciones

## Cualidades de los KPI
Cualquier organización debe poder identificar sus propios KPI. Las claves para esto son:
- Tener predefinido un proceso de negocio.
- Tener claros los objetivos o el rendimiento requeridos en el proceso de negocio.
- Tener una medida cuantitativa/cualitativa de los resultados, y que sea posible su comparación con los objetivos.
- Investigar variaciones y ajustar procesos o recursos para alcanzar metas a corto plazo.

Cuando se definen KPI se suele aplicar el acrónimo SMART, ya que los KPIs tienen que ser:
- ESpecíficos (Specific)
- Medibles (Measurable)
- Alcanzables (Achievable)
- Relevantes (Relevant)
- OporTunos (Timely)

Es importante que:
1. Los datos de los que dependen los KPI sean consistentes y correctos.
2. Estos datos estén disponibles a tiempo.

## Estándares
Procesos industriales:
Los KPI de producción son esenciales a la hora de realizar un seguimiento de la producción y de los resultados de una empresa. En donde según el caso, se pueden encontrar diferentes indicadores de producción. Sin embargo, existen una serie de KPI que, por su importancia, van a ser comunes a todas las compañías, por lo que es esencial contar con ellos en el análisis de datos.
Cuáles son los principales KPI de producción?
La elección de los KPI de producción que se toman como referencia puede variar de una empresa a otra. Sin embargo, vamos a encontrar algunos comunes entre todas debido a la especial importancia que tienen a la hora de realizar el análisis de datos y de valorar los resultados obtenidos. 
•	Tiempo de ciclo de producción:
Permite medir el tiempo que se tarda en producir un producto determinado teniendo en cuenta el lote de producción. Para ello se toma como referencia inicial el momento en el que se ejecuta la orden de producción y como referencia final el momento en el que el lote en cuestión puede darse por completado. En otras palabras, se toma el tiempo de producción del lote y se divide en las unidades conformes. Por que no se hace en base también de las unidades no conformes, por que la naturaleza del proceso ya lleva inmerso el porcentaje de no conformes (obviando que el proceso se debe ajustar). El tiempo que transcurre entre un momento y otro es el tiempo de ciclo de producción de cada producto. 
•	Rendimiento de calidad:
En este caso, el KPI de producción se centra en analizar el porcentaje de productos que son fabricados sin errores. Es decir, el número de productos que, al terminar la cadena de producción, son perfectos desde el punto de vista de los estándares de calidad de la compañía.
•	Tasa de rechazo:
La tasa de rechazo es un KPI que mide los productos que no cumplen con los estándares de calidad determinados. Es decir, se trata del KPI opuesto al rendimiento de calidad, ya que, en este caso, lo que se mide es la cantidad de productos que son eliminados de la cadena de suministro antes de llegar a completar su producción. 
•	Tasa de devoluciones:
Este KPI de producción hace referencia al seguimiento del producto una vez se ha completado la producción. Sin embargo, es esencial tenerlo en cuenta para adaptar la producción y reducir la tasa de devoluciones, ya que determina de forma directa el nivel de satisfacción del cliente. Una tasa de devoluciones elevadas cuando el producto cumple con los estándares de calidad determinados suele estar asociada a un diseño ineficaz o a una incapacidad del producto para cumplir con las expectativas del consumidor, por lo que, en muchos casos, será necesario reformular la producción desde el principio.
Proceso de mantenimiento:
Los indicadores clave de rendimiento de mantenimiento (KPI) son métricas que evalúan factores críticos para el éxito de una organización. Una amplia gama de empresas hace un seguimiento de los KPI. Sin embargo, en el mundo del mantenimiento, estas métricas controlan el rendimiento con respecto a los objetivos vinculados a cosas como los fallos de la máquina, los tiempos de reparación, los retrasos en el mantenimiento y los costes.
¿Cuáles son los principales indicadores de mantenimiento?
Aunque los KPIs tienen una relación directa con los objetivos que se pretende alcanzar, no son metas. Un KPI de mantenimiento es una métrica que sirve para evaluar, de forma cuantitativa, el rendimiento de una determinada actividad, activo o departamento.
Los indicadores pueden dividirse en dos categorías:
•	Los que ponen de relieve el efecto del mantenimiento en el rendimiento del negocio
•	Los que se asocian con la fiabilidad y la disponibilidad de los activos.
De esta categorización, podemos destacar como principales KPIs: downtime; backlog; MTBF; MTTR; OEE; PMP (planned maintenance percentage/tasa de mantenimiento planificado) y tasa de cumplimiento de mantenimiento preventivo. A continuación, explicaremos sus respectivas funciones, beneficios y cuáles son los patrones medios globales para cada uno de los indicadores.
•	Downtime
Esta métrica de mantenimiento, también conocida como Tiempo de Inactividad del Equipo, puede ser usada para rastrear, monitorear y evaluar la fiabilidad de un activo.
El downtime corresponde al tiempo de inactividad no programada. Es decir, es el resultado de un acontecimiento imprevisto que requerirá algún tipo de intervención. Este KPI puede ser evaluado, independientemente de si ya existe (o no) un cronograma de mantenimiento para el equipo.
•	Backlog 
El backlog es un indicador de tiempo que puede traducirse como “retraso en el mantenimiento”. Representa la acumulación de actividades pendientes o en ejecución, por cada técnico o empleado, independientemente de si ya están en marcha o todavía están solo planificadas. En otras palabras, el Backlog es el tiempo de servicio necesario para realizar una determinada acción de Mantenimiento Correctivo, Preventivo o Predictivo; Inspecciones de Calidad; Mejoras o cualquier otra actividad para el buen funcionamiento de los activos. 
•	MTBF – Mean Time Between Failures
Otro importante indicador de rendimiento del mantenimiento es el MTBF, también conocido como el Indicador de Confiabilidad. Mide la tasa de fallos aleatorios (no previstos), incluso si son causados por fallos de software o defectos de fabricación que comprometen su vida útil. Se excluyen los fallos que no causan downtime.
•	MTTR – Mean Time To Repair
Un indicador de mantenimiento igualmente común es el Tiempo Medio de Reparación (MTTR), que puede aplicarse a un equipo, máquina, componente o sistema. El MTTR considera el tiempo medio que tarda su equipo técnico en intervenir o resolver una avería después de que haya ocurrido. A diferencia del MTBF, el objetivo es reducir al máximo este KPI de mantenimiento.  En cierto modo, la reducción del MTTR sirve de detonante para tomar decisiones que mejoren su estrategia de mantenimiento, siempre con el objetivo de maximizar los beneficios y reducir los riesgos, es ampliamente utilizado en los procesos en donde la pérdida de beneficios por una maquinaria inactiva es significativa  .
•	OEE – Overall Equipment Effectiveness
Este es uno de los KPI de mantenimiento más importantes ya que mide la eficacia global de la empresa. Con este cálculo se podrá establecer si los procesos son eficientes o no.  Uno de los beneficios de calcular la OEE es saber con qué frecuencia los equipos están en funcionamiento. También nos ayuda a conocer la rapidez con que se desarrolla la producción de la empresa y, por último, cuántos productos (o servicios) se han producido (o realizado) sin ningún tipo de fallo.
•	PMP – Planned Maintenance Percentage/Porcentaje de Mantenimiento Planificado
El Porcentaje de Mantenimiento Planificado considera el tiempo dedicado a las actividades programadas (ya sean de mantenimiento, reparación o sustitución) con los activos definidos. Este KPI de mantenimiento está directamente asociado con el Plan de Mantenimiento Preventivo de una empresa. Se considera la eficacia, el modo cómo ha transcurrido cada actividad, así como el tiempo necesario para completarla, el resultado del PMP indicará el grado de eficiencia de una empresa, así como su rendimiento y éxito en el sector del mercado en el que opera.
•	Tasa de Cumplimiento del Mantenimiento Preventivo 
Esta métrica no podía faltar en una lista de los principales indicadores de rendimiento del mantenimiento. Analiza la conformidad de la empresa con el cronograma establecido.
Proceso sector eléctrico:
•	SAIFI: Este indicador se refiere a la cantidad de veces promedio que se presenta una interrupción para un usuario.
•	SAIDI: Se refiere a la duración promedio de las interrupciones percibidas por un usuario.
•	CAIFI: Representa la cantidad promedio de interrupciones que un cliente interrumpido experimenta durante un periodo de tiempo determinado. Es particularmente utilizado para comparar las situaciones de varios años, en donde a la hora de su aplicación, los clientes aceptados deben de ser contados una sola vez, sin importar que hayan sufrido más de una interrupción a lo largo del año. 
•	CAIDI: Este indicador se refiere a la proporción entre los índices SAIDI (duración promedio de interrupciones en el servicio) y el SAIFI (cantidad o frecuencia promedio de interrupciones), es decir, es la razón entre ambos indicadores (SAIDI/SAIFI).
•	ASAI: Este indicador hace referencia a la disponibilidad promedio del servicio y es la relación numérica entre el número total de horas que el servicio estuvo disponible y el total de horas de cliente demandadas en cierto intervalo de tiempo. 
•	ENS: Es uno de los parámetros más importantes que necesitamos a la hora de evaluar los índices de carga.
•	ACCI: En inglés “Average customer curtailment index”, es un índice de restricción a los consumidores.